# Liste der Seligen und Heiligen/U
Die Liste der Seligen und Heiligen enthält eine alphabetische Aufstellung von Personen, die von den christlichen Konfessionen, hauptsächlich den Katholiken und Orthodoxen, als selig oder heilig verehrt werden. Zum evangelischen Heiligengedenken siehe Confessio Augustana, Artikel 21. Für die evangelischen Kirchen sind die Personen aus deren offiziellen Namen- oder Heiligenkalendern angegeben. Die Liste ist der Zielsetzung nach eine vollständige; z. Z. jedoch noch unvollständig.
| Name                      | Bemerkung                                                    | Selig- sprechung | Heilig- sprechung | Gedenktag                      | Gedenktag    | Gedenktag                      | Gedenktag    |
| Name                      | Bemerkung                                                    | Selig- sprechung | Heilig- sprechung | katholisch                     | orthodox     | evangelisch                    | anglikanisch |
| ------------------------- | ------------------------------------------------------------ | ---------------- | ----------------- | ------------------------------ | ------------ | ------------------------------ | ------------ |
| Ubald von Gubbio          | Bischof von Gubbio, Patron der Kinder und gegen Nervenleiden |                  | 1192              | 16. Mai                        |              |                                |              |
| Uhlhorn, Gerhard          | Theologe                                                     |                  |                   |                                |              | 15. Dezember                   |              |
| Ulicky, Matthäus          | Diakon, Märtyrer                                             |                  |                   |                                |              | 12. September                  |              |
| Ulrich von Augsburg       | Bischof von Augsburg                                         |                  | 993               | 4. Juli                        |              | 4. Juli                        |              |
| Unschuldige Kinder        | Opfer des Kindermordes zu Bethlehem                          |                  |                   | 28. Dezember                   | 29. Dezember | 28. Dezember (EKD, ELCA, LCMS) | 28. Dezember |
| Ursicinus (Einsiedler)    | Einsiedler von Saint-Ursanne                                 |                  |                   | 24. Juli                       |              |                                |              |
| Ursula von Köln           | Märtyrin (4. Jh.)                                            |                  |                   | 21. Oktober                    |              |                                |              |
| Ursus (Thebäische Legion) |                                                              |                  |                   | 30. September                  |              |                                |              |
| Urban I.                  | Patron der Winzer, verwechselt mit Urban von Langres         |                  |                   | 19. Mai                        |              |                                |              |
| Urban von Langres         | Patron der Winzer, von Langres und Dijon                     |                  |                   | 23. Januar, 2. April, 3. April |              |                                |              |
| Utriainen, Karolina       | Laienpredigerin                                              |                  |                   |                                |              | 14. Juli                       |              |
| Sel. Utto                 | Erster Abt vom Kloster Metten                                |                  |                   | 3. Oktober                     |              |                                |              |